# 星期二
星期二，又稱為禮拜二或週二。
是指在星期一和星期三之间的一天。
拉丁语名字为dies Martis来源于古罗马神话战神玛尔斯或火星；法语为，来源于拉丁语；英文名字（Tuesday）来源于北歐神話中的戰神提爾。
俄语为，意思是“第二天”。
在古代中國、台灣日治時期和現在的日本、韓國、朝鮮，一星期以「七曜」來分別命名，星期二叫火曜日。在中国民间口語稱禮拜二，在臺灣話也簡稱拜二。
星期二是中国大陆电台、电视台以前的设备检修日，从13:00到17:30停播信号，因为中国大陸以前的电台、电视台只有一条播出信号，为了保障播出信号正常，每周二下午停机维修。据说选在星期二下午是因为星期二收视率很低。但是现在中国大陸电台、电视台是多条信号轮换，所以停播收台的情况现在已较为少见，即使是检修也多安排在深夜到凌晨。
美国的选举日通常都是星期二。联邦选举通常在11月的第一个星期一后的星期二举行。很多美国的州在“超级星期二”举行他们的总统初选。
星期二是拜占庭帝國君士坦丁堡失守的日子，被希臘人視為一週中最不祥的日子。
在泰国，星期二（วันอังคาร）的代表色是粉红色。